# Шибнев, Юрий Борисович
Юрий Борисович Шибнев (27 апреля 1951—17 ноября 2017) — орнитолог, фотограф-анималист.

## Биография
Родился в посёлке Сяин (окрестности селения Верхний Перевал) в бассейне реки Бикин в семье учителя, известного краеведа, натуралиста Бориса Константиновича Шибнева.
Юрия отчислили из Дальневосточного государственного университета после неудачно сданного экзамена по истории КПСС. После этого он около года проработал охотником-промысловиком на Бикине, а в летний сезон помогал фотографировать рыбного филина ленинградскому орнитологу Юрию Пукинскому. После совместной работы с Пукинским начался интерес Юрия к птицам. Об этом увлечении Юрий рассказал известному дальневосточному зоологу Алексею Ивановичу Куренцову. И Куренцов рекомендовал Юрия директору заповедника "Кедровая падь" Владимиру Михайловичу Поливанову. Так 7 февраля 1970 года Юрий пришёл работать в заповедник, где прослужил до конца жизни, 47 лет. Последние годы работал в должности ведущего инженера.
В 1976 году окончил Уссурийский государственный педагогический университет.
Фотографией живой природы начал заниматься после знакомства с Ю. Б. Пукинским. Впервые сфотографировал ряд дальневосточных видов птиц, гнезда которых до него никому не приходилось находить. Районы экспедиций включали озеро Ханка, бассейн реки Бикин, остров Сахалин, Курильские острова. В 1985 году, задолго до появления современных фотоловушек, первым применил для изучения дальневосточного леопарда метод съёмки с помощью настораживаемого натянутой леской фотоаппарата.
В 1991 году первый среди российский фотографов стал призёром ведущего в мире конкурса Wildlife Photographer of the Year в номинации "Поведение животных - насекомые".
Ю. Б. Шибнев участвовал в съёмках 5 фильмов о дальневосточном леопарде, а в 2004 японская телекомпания NHK посвятила фильм ему самому.

## Достижения
- Впервые обнаружил на территории СССР, нашёл гнездо и сфотографировал тростниковую сутору Поливанова[5].
- 1970 - впервые на территории СССР нашёл гнездо с яйцом ширококрылой кукушки[6].
- 1974 - впервые в истории нашёл гнездо чёрного журавля (вместе с Ю. Б. Пукинским и  Б. К. Шибневым)[7].
- 1985 - впервые сфотографировал в природе дальневосточного леопарда[5].
- 1988 - впервые обнаружил гнездование хохлатого орла на территории СССР в Приморье[8]

## Публикации
- Поливанов В.М., Поливанова Н.Н.,  Шибнев  Ю.Б., Кудель А.Ф. Новый род и вид птицы в фауне СССР – тростниковый ополовник (Paradoxornis heudei) // Доклады Академии наук СССР, М. 1973, с. 57
- Поливанова Н.Н.,  Шибнев Ю.Б., Поливанов В.М. Zur Biologie des Spitzfliigelspechtes // Der Flake, ГДР № 11, 1974, с. 369-375
- Поливанова Н.Н.,  Шибнев Ю.Б., Поливанов В.М. О гнездовании тростникового ополовника Paradoxornis heudei David на оз. Ханка / Материалы VI Всесоюзной орнитологической конф., МГУ, ч. 2, 1974, с. 103-105
- Поливанова Н.Н.,  Плавонов В.М.,  Шибнев Ю.Б. Уссурийский журавль Grus japonensis на озере Ханка // Бюлл. МОИП МГУ № 6, 1975, с. 49-58
- Шибнев Ю.Б. О биологии длиннохвостой синицы Aegithalos caudatus в Приморье // Орнитологические исследования на Дальнем Востоке. Владивосток: ДВНЦ АН СССР, т. 29, 1975, с. 93-102
- Глущенко Ю.Н., Шибнев Ю.Б. Новые данные о редких птицах Приморья / VII Всесоюзная орнитологическая конф., Киев: Наук.Думка, ч. 1, 1977, с. 49-50
- Шибнев Ю.Б., Глущенко Ю.Н. Два новых вида в фауне камышовок / VII Всесоюзная орнитологическая конф., Киев: Наук.Думка, ч. 1, 1977, с. 113
- Глущенко Ю.Н., Шибнев Ю.Б. Новые материалы об азиатском бекасовидном веретеннике – Limnodromus semipalmatus – на озере Ханка / Биология птиц юга Дальнего Востока. Владивосток: ДВНЦ АН СССР, 1979, с. 31-74
- Поливанова Н.Н.,  Поливанов В.М.,  Шибнев  Ю.Б. К биологии - тростникового ополовника Paradoxornis heudei David // Бюлл. МОИП МГУ, 1980, с. 31-41
- Шибнев  Ю.Б. Численность крупных хищных птиц в юго-западном Приморье / VIII Всесоюзная орнитологическая конференция. Экология и охрана хищных птиц. Кишинев: Штиинца, 1981, с. 241
- Глущенко Ю.Н., Шибнев Ю.Б. Тростниковая сутора Paradoxornis heudei на озере Ханка // Редкие птицы Дальнего Востока. Владивосток: ДВНЦ АН СССР, 1981, с. 100-107
- Шибнев Ю.Б., Глущенко Ю.Н. Редкие птицы Приморья, нуждающиеся в особой охране / Материалы конференции «Редкие и исчезающие животные суши Дальнего Востока СССР». Владивосток: ДВНЦ АН СССР, 1981, с. 58-60
- Пукинский Ю.Б., Ильинский И.В., Шибнев, Ю.Б. Численность и распределение черного журавля в бассейне реки Бикин / Журавли Восточной Азии. Владивосток: ДВНЦ АН СССР, 1982, с. 44-48
- Шибнев, Ю.Б. Японский журавль гнездится на реке Бикин (Приморье) // Журавли Восточной Азии. Владивосток: ДВНЦ АН СССР, 1982, с. 98-99
- Коркишко В.Г., Шибнев Ю.Б. Зимнее питание леопарда в заповеднике «Кедровая Падь» // Охрана хищных млекопитающих Дальнего Востока. Владивосток: ДВНЦ АН СССР, 1982, с. 96-98
- Книстаутас А., Люткус А., Сакалаускас Г., Сиохин В., Шибнев Ю.Б. В мире пернатых. Научный фотоальбом. Вильнюс:"Мокслас", 1982, 280 с.
- Коркишко В.Г., Шибнев Ю.Б. В заповеднике «Кедровая Падь». 1. Чужие родители. 2. Необычная семья леопардов // Природа №5, М: Наука, 1983, с. 99-100
- Коркишко В.Г., Шибнев Ю.Б. Случай альтруистического поведения леопарда в заповеднике «Кедровая Падь» / III Всесоюзная конференция по поведению животных. Поведение животных в сообществах. М., 1983, с. 79-81
- Шибнев Ю.Б. Биология ошейниковой совки в Приморье // Бюлл. МОИП МГУ, т. 88, вып. 4, 1983, с. 33-39
- Книстаутас А., Коркишко В.Г., Бальтенас А., Шибнев Ю.Б. О гнездовании короткопалого ястреба в заповеднике «Кедровая Падь» // Экология хищных птиц. МОИП, М: Наука, 1983, с. 63
- Глущенко Ю.Н., Пикунов  Д.Г., Шибнев Ю.Б. О массовых концентрациях гусей на Приханкайской низменности в весенний период / Современное состояние ресурсов водоплавающих птиц. М., 1984, с. 201-202
- Шибнев Ю.Б. Фенологические наблюдения за птицами в заповеднике «Кедровая Падь» // Фенологические явления в Приморье. Владивосток: ДВНЦ АН СССР, 1984, с. 86-92
- Глущенко Ю.Н., Шибнев Ю.Б. К орнитофауне заповедника «Кедровая Падь» и сопредельных территорий // Фаунистика и биология птиц юга Дальнего Востока. Владивосток: ДВНЦ АН СССР, 1984, с. 44-48
- Шибнев Б.К., Шибнев Ю.Б. Перспективные охранные территории на реке Бикин // Природоохранные комплексы Дальнего Востока: типологические особенности и природоохранные режимы. Владивосток: ДВНЦ АН СССР, 1984, с. 113-125
- Васильев Н.Г., Харкевич С.С., Шибнев Ю.Б. Заповедник «Кедровая Падь»  (животный мир). М.: изд-во «Лесная промышленность», 1984, 197 с.
- Глущенко Ю.Н., Шибнев Ю.Б. Распространение лотоса Комарова на Приханкайской низменности и проблема его охраны / Охрана редких видов сосудистых растений советского Дальнего Востока. Владивосток: ДВНЦ АН СССР, 1985, с. 166-170
- Глущенко Ю.Н., Шибнев Ю.Б. Райская мухоловка на Приханкайской низменности  / Редкие и исчезающие птицы Дальнего Востока. Владивосток: ДВНЦ АН СССР, 1985, с. 56-62
- Шибнев Ю.Б. О современном состоянии мандаринки и чешуйчатого крохаля на реке Бикин / Редкие и исчезающие птицы Дальнего Востока. Владивосток: ДВНЦ АН СССР, 1985, с. 95-99
- Глущенко Ю.Н., Шибнев Ю.Б., Медведев В.Н. заметки о новых для Приморья и редких птицах / Распространение и биология птиц Алтая и Дальнего Востока. Сборник ЗИНа, 1986, с. 83-84
- Шибнев Ю.Б. О методах и результатах учета птиц для «летописи природы» в заповедник «Кедровая Падь» / Организация и методика учета промысловых и редких видов млекопитающих и птиц Дальнего Востока. Владивосток: ДВО АН СССР Сб. ТИГ, 1987, с. 60-64.
- Книстаутас А., Шибнев Ю.Б. Die Vogelwelt Ussuriens / Wittenberg Lutherstadt: Ziemsen, 1987, 144 с.
- Шибнев Ю.Б. Пролет  японского и даурского журавлей через заповедник «Кедровая Падь» / Журавли Палеарктики. Владивосток: ДВО АН СССР, 1988, с. 194-195
- Шибнев Ю.Б., Глущенко Ю.Н. Зимовка хищных птиц в юго-западном Приморье в 1985/- - 1986 гг. / редкие птицы Дальнего Востока и их охрана, 1988, с. 108-111
- Шибнев Ю.Б. О биологии длиннохвостой неясыти в Приморье // Бюлл. МОИП, т. 94, вып. 5, 1989, с. 15-25
- Шибнев Ю.Б. Редкие позвоночные животные советского Дальнего Востока. Очерки по 16 видам редких птиц Дальнего Востока. Л.:Наука, 1989, 239 с.
- Fujimaki Y., Hanawa S., Ozaki K., Yunoki O., Nishijima F., Khrabrui V.M., Starikov Yu.B., Shibnev Yu.B. Breeding status of the Hooded Cranes (Grus monacha) along the Bikin River in the East of the USSR // Strix Journal of the Wild Bird Society of Japan, 1989, p. 199-217
- Knystautas A., Shibnev Yu.B. The Deerhuter // Magazine BBC Wildlife, № 8, 1989, р. 528-534
- Шибнев Ю.Б. К биологии короткопалого ястреба // Бюлл. МОИП, т. 95, вып. 1, 1990, с. 60-65
- Fujimaki Y., Fujita T., Yunoki O., Yamada M., Khrabrui V.M.,  Shibnev Yu.B., Sokolov A. Breeding ecology of the Oriental White Stork Ciconia boyciana in the Bikin-Alchan Mar in the Far East of the USSR // Strix Journal of the Wild Bird Society of Japan, vol. 9, 1990, p. 139-157
- Fujimaki Y., Shibnev Yu.B. Nesting Site of Stoneehats in a Bog after a Spring Fire // Japan J. Ornithol., vol. 40, 1991, p. 33-35
- Yunoki O., Shibnev Yu.B. Leopard and Other Wild Animals in the Ussuri // Magazine of Natural History Japan. Anima. № 2, 1991, p. 57-71
- Yunoki O., Shibnev Yu.B. Birds in Far East Soviet Union // Magazine of Natural History Japan. Anima. № 6, 1991, p. 65-74
- Шибнев Ю.Б. Некоторые обобщения наблюдений и новые материалы по птицам заповедника “Кедровая Падь» // Современное состояние флоры и фауны заповедника “Кедровая Падь». Владивосток: ДВО АН СССР, 1992, с. 145-163
- Глущенко Ю.Н., Поливанова Н.Н., Шибнев Ю.Б. Цапли Приханкайской низменности // Животный и растительный мир Дальнего Востока. Уссурийск: УГПИ, 1992, с. 27-36
- Глущенко Ю.Н., Шибнев Ю.Б. Новые нахождения редких птиц на озере Ханка и окружающих территорий // VII Арсеньевские чтения. Приморское географическое общество. Усурийск: УГПИ, 1993, с. 3-5
- Shibnev Yu.B. Leoparden am Ende der Welt // Agazine Das Tier, № 6, 193, р. 8-13
- Балацкий Н.Н., Бачурин Г.Н., Шибнев Ю.Б. Пятнистая трехперстка в Южном Приморье //"Беркут" - украинский орнитологический журнал, вып. 2, 1994, с. 112-116
- Bocharnicov V., Shibnev Yu.B.  The scaly-Sided Merganser (Mergus squamatus) in the Bikin River basin, Far-East Russia // Threatened Water fowl Reseaech Group. The scaly-Sided Merganser (Mergus squamatus) in Russia and China. Special Publication, № 1, 1994, p. 3-10
- Глущенко Ю.Н., Бочарников В.Н., Шибнев Ю.Б. Опыт оценки численности водоплавающих птиц российского сектора Приханкайской низменности / Труды международной научно-практической конференции «Проблемы сохранения водно-болотных угодий международного значения: озеро Ханка». Спасск-Дальний: заповедник «Ханкайский», 1995, с. 35-45
- Глущенко Ю.Н., Нечаев В.А., Куренков В.Д. Назаренко А.А., Шибнев Ю.Б. Краткий обзор птиц бассейна реки Комиссаровка / Животный и растительный мир Дальнего Востока. Уссурийск: УГПИ, 1995, с. 49-86
- Глущенко Ю.Н., Бочарников В.Н., Шибнев Ю.Б. Водно болотные угодья бассейна реки Бикин, подлежащие особой охране / Птицы пресных вод и морских побережий юга Дальнего Востока и их охрана. Владивосток: Дальнаука, 1996, с. 42-48
- Глущенко Ю.Н., Ермошин В.В., Кисилев А.Н., Розенберг В.Н., Шибнев Ю.Б. Бикин. Опыт комплексной оценки природных условий, биоразнообразия и ресурсов. Владивосток: Дальнаука, 1997, с. 11-28
- Михайлов К.Е., Коблик Е.А., Шибнев Ю.Б. Редкие и локально распространенные виды птиц России в бассейне верхнего Бикина (север Приморского края) // Русский орнитологический журнал, экспресс-выпуск, № 7, 1997, с. 3-7
- Михайлов К.Е., Коблик Е.А., Шибнев Ю.Б. К авиафауне горных ландшафтов Центрального Сихтэ-Алиня // Русский орнитологический журнал, экспресс-выпуск, № 8, 1997, с. 3-7
- Коблик Е.А., Михайлов К.Е., Шибнев Ю.Б. О птицах речных долин восточного склона Центрального Сихотэ-Алиня // Русский орнитологический журнал, экспресс-выпуск, № 21, 1997, с. 10-14
- Коблик Е.А., Михайлов К.Е., Шибнев Ю.Б. Некоторые орнитологические наблюдения на побережье Северного Приморья (устья рек Каменки и Светлой) // Русский орнитологический журнал, экспресс-выпуск, № 22, 1997, с. 12-14
- Михайлов К.Е., Коблик Е.А., Шибнев Ю.Б. Гнездящиеся птицы бассейна Бикина (аннотированный список видов) // Русский орнитологический журнал, экспресс-выпуск, № 46, 1998, с. 3-19
- Mikhailov K.E.,  Shibnev Yu.B.  The threatened and near-threatened birds of northern Ussuri land, south-east Russia, and the role of the Bikin basin in their conservation // Birdlife International, 1998, p. 141-171
- Шибнев Ю.Б. По следам пятнистой пантеры. Фотоальбом Хабаровск: Приамурские ведомости, 2000, 103 с.
- Шибнев Ю.Б., Глущенко Ю.Н. Некоторые примеры необычного поведения птиц в условиях Приморского края / животный и растительный мир Дальнего Востока. Серия: Экология и систематика животных. Уссурийск: УГПИ, Вып. 5, 2001, с. 177-182
- Vrsansky P., Shibnev Yu.B. ohen a voda lotosaey Chanky // Wes mir, № 8, р. 463-465
- Шибнев Ю.Б. Дальневосточный леопард. Фотоальбом Хабаровск: Приамурские ведомости, 2004, 98 с.
- Глущенко Ю.Н., Шибнев Ю.Б. Бикино-Алчанское междуречье // Водно-болотные угодья России, Т. 5. М.: Wetlands International, 2005, с. 87-90
- Глущенко Ю.Н., Шибнев Ю.Б., Волковская-Курдюкова Е.А. Птицы // Позвоночные животные заповедника «Ханкайский» и приханкайской низменности, Владивосток: ООО РИЦ «Идея», с.77-233